# Jamf Holding Corporation

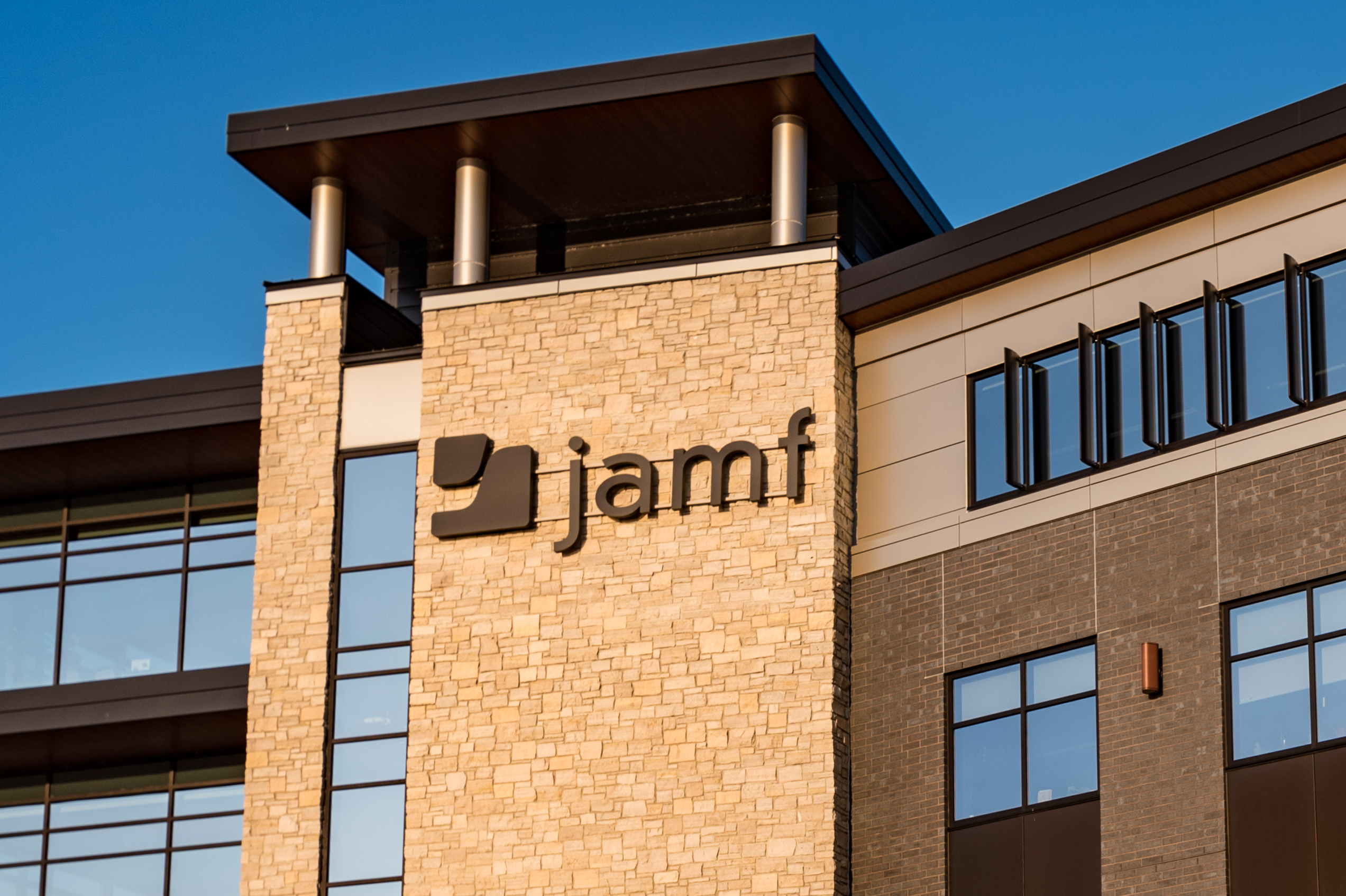

Jamf Holding Corporation, Jamf — компания-разработчик программного обеспечения. Наиболее известная её разработка — система управления мобильными устройствами Jamf Pro (прежнее название — The Casper Suite).

## История
Компания Jamf Software из Миннеаполиса была основана Заком Хальмстадом, Кристофером Тоном и Чипом Пирсоном  в городе О-Клэр, штат Висконсин. Название компании произошло от Ласло Джамфа, персонажа романа Томаса Пинчона «Радуга тяготения» (англ. Gravity's Rainbow).
В 2002 году компания выпустила The Casper Suite.
Рост использования устройств Apple в крупных средах продолжался, и Jamf разработала инструменты, позволяющие устройствам Apple работать в корпоративной среде. В 2008 году компания получила 30 миллионов долларов инвестиций от Summit Partners.
В 2015 году Дин Хагер был нанят генеральным директором вместо Хальмстада и Пирсона, которые ранее разделяли эти обязанности.
В 2017 году, спустя более десяти лет после своего создания Casper Suite был переименован в Jamf Pro. 
В 2015 году IBM выбрала Jamf Pro для управления своими компьютерами Mac.
В декабре 2017 года Vista Equity Partners приобрела контрольный пакет акций Jamf.
В 2018 и 2019 годах Jamf приобрела три компании — Orchard и Grove, ZuluDesk и Digita Security, после чего расширила свой портфель продуктов, включив в него управление идентификацией и аутентификацией, MDM для образования и защиту конечных точек для устройств Mac с помощью аналитики поведения пользователей.
В июле 2020 года Jamf провела успешное IPO на фондовом рынке Nasdaq, собрав 468 миллионов долларов, оценка компании составила примерно 4,6 миллиарда долларов.
В мае 2021 года Jamf приобрела поставщика программного обеспечения с нулевым доверием Wandera за 400 миллионов долларов.

## Основные программные продукты Jamf Holding Corp.
Если не указано иное, все продукты Jamf поддерживают MacOS, iOS, iPadOS и tvOS.
- Jamf Pro (управление мобильными устройствами).
- Jamf Now (управление мобильными устройствами).
- Jamf School (управление мобильными устройствами, прежнее название — ZuluDesk).
- Jamf Connect (управление идентификацией).
- Jamf Protect (защита оконечных устройств[англ.]).
- Частный доступ Jamf (модель безопасности с нулевым доверием[англ.]).
- Политика данных Jamf ( интернет-фильтр и ограничение данных[англ.]).

## Интеграция с Microsoft Intune
Jamf сотрудничает с Microsoft, что позволяет Jamf Pro взаимодействовать с Intune. Это партнерство расширило область применения Microsoft Azure Active Directory и Microsoft Intune на macOS.
В 2020 году партнерство дополнительно расширилось, результатом чего стало включение устройств iOS в список соответствия Microsoft Intune.